# Heinrich al XIV-lea, Prinț Reuss
Heinrich al XIV-lea, Prinț Reuss (germană Heinrich XIV Fürst Reuß jüngere Linie; n. 28 mai 1832, Coburg, Regatul Bavariei, Saxa-Coburg și Gotha – d. 29 martie 1913, Schleiz, Turingia, Germania) a fost Prinț Reuss Linia Tânără din 1867 până în 1913.

## Biografie
Heinrich al XIV-lea s-a născut la Coburg, Saxa-Coburg și Gotha și a fost al șaselea copil al Prințului Heinrich al XIV-lea Reuss (1789–1867) și a Prințesei Adelheid Reuss de Ebersdorf (1800–1880).
După decesul tatălui său, la 11 iulie 1867, a moștenit tronul principatului.
În 1902 a devenit regent al celeilalte linii Reuss, din cauza disabilității fizice și mentale a Prințului Heinrich al XXIV-lea Reuss de Greiz (accidentat în copilărie). După decesul său, fiul său a continuat să fie regent până la abolirea monarhiei germane în 1918.
La 6 februarie 1858, la Karlsruhe, Heinrich al XIV-ea s-a căsătorit cu Ducesa Agnes de Württemberg (1835–1886), copilul cel mic al Ducelui Eugen de Württemberg din a doua căsătorie cu Prințesa Helene de Hohenlohe-Langenburg.
Ei au avut doi copii:
- Heinrich al XXVII-lea, Prinț Reuss (10 noiembrie 1858 – 21 noiembrie 1928), căsătorit în 1884 cu Prințesa Elise de Hohenlohe-Langenburg, a avut copii.
- Prințesa Elisabeth Reuss de Schleiz (27 octombrie 1859 – 23 februarie 1951), căsătorită în 1887 cu Prințul Hermann de Solms-Braunfels, a avut copii.

A doau oară s-a căsătorit moganatic la 14 februarie 1890 cu Friederike Graetz (1851–1907). Împreună au avut un fiu:
- Baronul Heinrich de Saalburg (4 noiembrie 1875 – 23 februarie 1954), căsătorit în 1924 cu Margarethe Groenwoldt, n-a avut copii.